# 小島ミカ
小島 ミカ（こじま ミカ、1981年11月7日 - ）は、日本のタレント、グラビアアイドル、女優。
愛知県名古屋市出身。あいかんぱにぃ所属。

## 略歴
2001年、小島 美香（読みは同じ）の名で、アルテミスプロモーション所属のタレントとしてデビュー。
Hカップの爆乳を武器に雑誌グラビアを飾ることを始め、ラジオ、レポーター、ライブ、司会業など、マルチタレントとして多方面で活躍する。
アルテミスプロモーション活動休止後の2004年、アップヒル・エンタテインメントに移籍。それに伴い同年6月27日、芸名を小島 ミカに改名。2014年、アップヒルからあいかんぱにぃに移籍し現在に至る。

## 人物
- 趣味は野球観戦、旅行、アロマキャンドル集め。
- 特技は料理、食べ歩き。
- 中日ドラゴンズの熱狂的ファン。
- ソフトボール選手の馬渕智子と同じ中学に通っていたという弟がいる[4]。
- 女優の蓼沼千晶と仲が良く、ブログにも度々登場している[5]。

## 出演

### テレビドラマ
- 牙狼<GARO> 第1話（2005年、テレビ東京） - 月本真由 役
- 西村京太郎からの挑戦状 哀しみのメロディ（2006年、日本テレビ） - 福島佳子 役

### その他のテレビ番組
- でちゃスロ!!（2004年、テレビ愛知） - レギュラー
- オートレース中継（2007年 - 2008年、スカイパーフェクTV!） - アシスタント

### 映画
小島美香 名義
- けっこう仮面 RETURNS（2004年、アートポート） - 長崎宏美 役

### ラジオ
- 小島ミカのプロ野球レポート（2004年、かつしかFM）
- DANVO MEETS YOU EVENING 熱血ドラゴンズ応援団（2004年 - 2006年、FM DANVO）

### CM
小島美香 名義
- 大正製薬 ゼナ
- DION

## DVD
- COOL & SEXY! SNIPER（2004年、イーネット・フロンティア）
- 限界〜3/100の攻防〜（2005年、ビーエムドットスリー）
- 覚醒（2005年3月19日、イーネット・フロンティア）
- 挑発（2005年6月24日、スタジオアクト）
- デカップW（2005年、バウハウス） - 櫻井ゆうこと共演
- 虜〜TORIKO〜（2005年、ベガファクトリー）
- Kojima Mika（2005年、ビーエムドットスリー）